# Chantal van Landeghem
Chantal Jean van Landeghem (ur. 5 marca 1994 w Winnipeg) – kanadyjska pływaczka, medalistka mistrzostw świata i igrzysk panamerykańskich.

## Lata młodości
Córka Wayne'a i Dinah. Pływanie zaczęła trenować w wieku 4 lat. Ma młodszą siostrę Tię, która również jest pływaczką.

## Kariera
W 2011 na mistrzostwach świata juniorów zdobyła srebrny medal na 100 m stylem dowolnym i w sztafecie 4 × 100 m tym samym stylem oraz brązowy na 50 m stylem dowolnym, motylkowym i grzbietowym. W tym samym roku wystartowała również na seniorskich mistrzostwach świata, na których była 14. na 50 m stylem dowolnym, 21. na dwukrotnie dłuższym dystansie, 6. w sztafecie 4 × 100 m tym samym stylem oraz została zdyskwalifikowana w sztafecie 4 × 100 m stylem zmiennym (startowała tylko w eliminacjach tej konkurencji).
W 2012 wystąpiła na mistrzostwach świata na krótkim basenie, na których uplasowała się na 12. pozycji na 50 m stylem dowolnym, 14. na 100 m tym samym stylem, 30. na 100 m stylem grzbietowym, 33. na 100 m stylem zmiennym, 9. w sztafetach 4 × 100 m stylem zmiennym i 4 × 100 m stylem dowolnym i 10. w sztafecie 4 × 200 m stylem dowolnym, a także została mistrzynią kraju na 50 i 100 m stylem dowolnym. W 2013 wystartowała na mistrzostwach świata, na których była 9. na 50 m stylem dowolnym, 5. w sztafecie 4 × 100 m stylem dowolnym i 7. w sztafecie 4 × 100 m stylem zmiennym. W 2014 zdobyła dwa brązowe medale mistrzostw Pacyfiku: na 50 m stylem dowolnym i w sztafecie 4 × 100 m stylem zmiennym. W 2015 wywalczyła trzy medale igrzysk panamerykańskich: złoty na 100 m stylem dowolnym, pobijając czasem 53,83 s rekord tych zawodów i w sztafecie 4 × 100 m tym samym stylem, pobijając czasem 3:36,80 s rekord zawodów oraz srebrny w sztafecie 4 × 100 m stylem zmiennym z czasem 3:58,51 s. W tym samym roku wystartowała również na mistrzostwach świata, na których zdobyła brąz w sztafecie mieszanej 4 × 100 m stylem dowolnym, a także zajęła 5. miejsce w sztafecie 4 × 100 m tym samym stylem i na 50 m stylem dowolnym oraz 9. na dwukrotnie dłuższym dystansie. W 2016 wystartowała na igrzyskach olimpijskich, na których zdobyła brązowy medal w sztafecie 4 × 100 m stylem dowolnym.

## Rekordy życiowe

### Na długim basenie
- 50 m stylem dowolnym – 24,39 s ( Kazań, 9 sierpnia 2015), rekord Kanady[31]
- 50 m stylem grzbietowym – 29,01 s ( Lima, 19 sierpnia 2011)
- 50 m stylem klasycznym – 33,43 s ( Rzym, 25 czerwca 2016)
- 50 m stylem motylkowym – 26,85 s ( Lima, 18 sierpnia 2011)
- 100 m stylem dowolnym – 53,83 s ( Toronto, 14 lipca 2015)
- 100 m stylem grzbietowym – 1:01,78 s ( Sunderland, 9 stycznia 2011)
- 200 m stylem dowolnym – 2:04,59 s ( Charlotte, 14 maja 2011)
- 200 m stylem zmiennym – 2:19,53 s ( Charlotte, 15 maja 2011)

Jest również rekordzistką Kanady w sztafecie 4 × 100 m stylem dowolnym z czasem 3:36,80 s ( Toronto, 14 lipca 2015).

### Na krótkim basenie
- 50 m stylem dowolnym – 23,85 s ( Eindhoven, 7 sierpnia 2013), rekord Kanady[32]
- 50 m stylem grzbietowym – 27,01 s ( Berlin, 10 sierpnia 2013)
- 50 m stylem klasycznym – 31,62 s ( Milton, 23 kwietnia 2016)
- 50 m stylem motylkowym – 26,62 s ( Eindhoven, 8 sierpnia 2013)
- 100 m stylem klasycznym – 1:09,03 s ( Milton, 23 kwietnia 2016)
- 100 m stylem dowolnym – 52,87 s ( Berlin, 11 sierpnia 2013)
- 100 m stylem zmiennym – 1:03,93 s ( Stambuł, 13 grudnia 2012)
- 200 m stylem dowolnym – 1:59,81 s ( Montreal, 11 grudnia 2015)
- 200 m stylem zmiennym – 2:14,45 s ( Kamloops, 20 lutego 2011)